# (10365) Kurokawa
(10365) Kurokawa (1994 WL1) – planetoida z pasa głównego asteroid okrążająca Słońce w ciągu 3,36 lat w średniej odległości 2,24 j.a. Odkryta 27 listopada 1994 roku.